# Stazione di Shake
La stazione di Shake (社家駅?, Shake-eki) è una stazione ferroviaria situata nella città di Ebina, nella prefettura di Kanagawa, in Giappone, e serve la linea Sagami della JR East.

## Linee
JR East
■ Linea Sagami

## Struttura
La stazione è dotata di una banchina a isola con un due binari passanti in superficie.
| 1 | ■ Linea Sagami |  | per Samukawa e Chigasaki                                           |  |
| 2 | ■ Linea Sagami |  | per Atsugi, Ebina, Kamimizo, Hashimoto e Hachiōji (linea Yokohama) |  |

## Stazioni adiacenti
| «             | Servizio     | »            |
| Linea Sagami  | Linea Sagami | Linea Sagami |
| ------------- | ------------ | ------------ |
| Kadosawabashi | Locale       | Atsugi       |